# Желнов, Андрей Анатольевич
Андрей Анатольевич Желнов (род. 11 января 1975, Горький) — российский хоккеист, нападающий, тренер.

## Биография
Воспитанник горьковского «Торпедо». Выступал за команды «Торпедо-2» (1992/93 — 1996/97), «Торпедо» (1994/95 — 1996/97, 1998/99), «Мотор» Заволжье (1997/98, 1998/99, 1999/2000 — 2000/01), «Липецк» и «Липецк-2» (1999/2000), «Элемаш» Электросталь (2000/01), «Химволокно» Могилёв (Беларусь, 2001/02 — 2002/03), «Титан» Клин (2003/04), «Неман» Гродно (Беларусь, 2003/04), «Владимир» (2004/05, 2008/09), «Южный Урал» Орск и «Рязань» (2005/06), «Кстово» (2006/07).
В МХЛ и Суперлиге провёл 4 сезона, сыграл 103 матча.
Серебряный (2002) и бронзовый (2003) призёр чемпионата Беларуси.
Детский тренер в СДЮШОР «Торпедо», «Темпе» (2022) и академии Михайлова (Кулебаки, 2022—2023), «Медведе» (Бор, 2023—2024), «Красной Горке» (Бор).